# کانسولیدیتد
کانسولیدیتد (انگلیسی: Consolidated) شرکت مخابرات آمریکایی است، که در سال ۱۸۹۴ تأسیس شد.